# シュガー佐藤 (プロレスラー)
シュガー佐藤（シュガーさとう、1978年11月29日 - ）は、日本の元女子プロレスラー。本名は熊崎 季恵（旧姓：佐藤）。血液型AB型。福島県会津若松市出身。

## 所属
- GAEA JAPAN（1994年 - 2005年）
- フリーランス（2005年）

## 経歴・戦歴
- 天才・たけしの元気が出るテレビ!!の女子プロ予備校出身であり、同番組企画の出身者には元気美佐恵・上林愛貴・市来貴代子がいる。なお、リングネームは同番組でたけしに付けられたもの。(苗字の「佐藤」を調味料の「砂糖」とかけたダジャレ)

1995年
- 4月15日、東京・後楽園ホールにおいて、対成田舞子戦でGAEA JAPANからデビュー。

1996年
- 8月、JWPの尾崎魔弓が中心となって結成されたOZアカデミーに参加。

2005年
- 4月10日、GAEA JAPAN解散によりフリーとなる。
- 6月26日、OZアカデミー興行で引退。

2007年
- 6月10日、OZアカデミー新宿大会で現役復帰を宣言。
- 8月18日、OZアカデミー後楽園大会で1日限定復帰。シュガー佐藤、永島千佳世 vs 里村明衣子、加藤園子のGAEA1期生によるタッグマッチが組まれた。

## 得意技
ライガー・ボム
力士キャラになる以前、初期のフィニッシュ・ホールド。ジャンピング・ボムの形に近い。
晩年も繋ぎ技や格下相手のフィニッシュ・ホールドとして使用された。
裏投げ
フィニッシュ・ホールドとしても使用。縦回転で投げっぱなす女子レスラーに多いフォーム。
試合終盤になると乱発することもあった。
白虎
S.T.Oと同型。下記の、雷電や雲竜に比べると使用頻度は低い。
雷電
いわゆるヒップ・ドロップ。シュガーが使用するとこの名称となる。
尻餅状態の相手に走り込んで仕掛けるタイプは、フィニッシュ・ホールドとしても用いられた。
雲竜
土俵入り〜四股踏みをモチーフにしたストンピング攻撃。
予備動作が大きく、晩年はかわされることも多かった。
突っ張り
打撃合戦や劣勢に陥った際に不意に使用することが多かった。
コーナーに追い詰める姿もよく見られた。

## タイトル歴
- 全日本タッグ王座
- AAAWジュニアヘビー級タッグ王座
- WCW世界女子クルーザー級王座

## 入場テーマ曲
- COOL IN THE JUNGLE ※「GAEA RHYTHM」に収録